# キャノンボール・アダレイ・ライヴ!
『キャノンボール・アダレイ・ライヴ!』（Cannonball Adderley Live!）は、アメリカ合衆国のジャズ・サクソフォーン奏者、キャノンボール・アダレイが1964年に録音・1965年に発表したライブ・アルバム。

## 解説
アダレイはリバーサイド・レコードの倒産に伴い、新たにキャピトル・レコードと契約した。本作はキャピトルとの契約後としては初の録音だが、発売順に関しては、同じラインナップで録音されたスタジオ・アルバム『フィドラー・オン・ザ・ルーフ (屋根の上のヴァイオリン弾き)』の方が先となった。収録曲のうち2曲は、当時アダレイのグループに加入したチャールス・ロイドの曲であり、「スイート・ジョージア・ブライト」はロイドのデビュー作『ディスカヴァリー!』が初出で、「ザ・ソング・マイ・レディ・シングス」は、ロイドの2作目のリーダー・アルバム『オフ・コース、オフ・コース』にも収録された。
スコット・ヤナウはオールミュージックにおいて5点満点中3点を付け「キャピトルへの移籍の結果、キャノンボールの録音は1960年代を通じて、より商業的な内容になったが、この移籍直後の作品は、かなり優れている」と評している。

## 収録曲
1. リトル・ボーイ・ウィズ・ザ・サッド・アイズ - "Little Boy with the Sad Eyes" (Nat Adderley) - 13:29
2. ワーク・ソング - "Work Song" (N. Adderley) - 8:54
3. スイート・ジョージア・ブライト - "Sweet Georgia Bright" (Charles Lloyd) - 6:46
4. ザ・ソング・マイ・レディ・シングス - "The Song My Lady Sings" (C. Lloyd) - 15:24
5. テーマ - "Theme" (Sam Jones) - 1:19

## 参加ミュージシャン
- キャノンボール・アダレイ - アルト・サクソフォーン
- チャールス・ロイド - テナー・サクソフォーン、フルート
- ナット・アダレイ - コルネット
- ジョー・ザヴィヌル - ピアノ
- サム・ジョーンズ - ベース
- ルイス・ヘイズ - ドラムス